# Leon Henkin
Leon Henkin (Brooklyn, 19 de abril de 1921 – Oakland, 1 de novembro de 2006) foi um lógico da Universidade de Berkeley.
Conhecido principalmente pelo "Teorema da Completude de Henkin": sua versão semântica da demonstração da completude dos sistemas padrão de lógica de primeira ordem.

## O teorema da completude
O resultado obtido por Henkin não foi uma novidade: havia sido provado primeiro por Kurt Gödel, em sua dissertação de doutorado, de 1929 (Ver Teorema da completude de Gödel). A desmonstração proposta por Henkin em 1949 é muito mais simples do que a de Gödel e, portanto, tornou-se a escolha padrão da demonstração do teorema da completude para apresentação em turmas ou textos introdutórios. A demonstração de Henkin é não-construtiva, ou puramente existencial: enquanto ela garante que se uma sentença α segue (semanticamente) de um conjunto de sentenças Σ, então há uma derivação de α a partir de Σ, ela não dá porém nenhuma indicação da natureza desta derivação.
Mais tarde, Henkin generalizou seu resultado para uma variante das lógicas ordem superior de Alonzo Church. Esta variante usa modelos gerais (também conhecidos como modelos de Henkin), os quais não precisam ser interpretados pelo espaço de funções inteiro. Ao invés disso, um subconjunto do espaço de funções pode ser utilizado.

## Juventude
Nascido no Brooklyn, em uma família de imigrantes russos judeus, Graduou-se em Matemática e Filosofia pela Universidade de Columbia, em 1941. Obteve o título de mestre lá em 1942
Trabalhou então no Signal Corps Radar Laboratory em Belmar, New Jersey. Como participante no Projeto Manhattan, ele trabalhou com difusão de isótopos, em Nova Iorque, e em Oak Ridge, Tennessee.

## Carreira Acadêmica
Durante o doutorado, foi orietando de Alonzo Church, na universidade de Princeton, recebendo seu título em 1947. Tornou-se professor de matemática na Universidade de Berkeley, Califórnia a partir de 1953. Foi um colaborador de Alfred Tarski, e um aliado na divulgação da Lógica.

## Prêmios
- 2000 - "Leon Henkin Citation - for Distinguished Service", concedido a membros da Universidade de Berkeley, Califórnia, por "Comprometimento excepcional para o desenvolvimento educacional de estudantes de grupos minoritários no meio acadêmico."
- 1991 - Berkeley Citation - A maior menção honrosa concedida pela Universidade de Berkeley, Califórnia.
- 1990 - Primeiro condecorado pelo prêmio "Gung and Hu Award for Distinguished Service to Mathematics"
- 1972 - "Lester R. Ford Award", por fundamentos matemáticos, American Mathematical Monthly 78 (1971), 463-487.
- 1964 - Prêmio Chauvenet da Mathematical Association of America, concedido ao autor do mais notável artigo expositório num tópico sobre matemática por um membro desta associação.